# Nikolái Ráyev
Nikolái Pávlovich Ráyev (6 de octubrejul./ 18 de octubre de  1855greg., Nizhny Novgorod - 26 de febrero de 1919, Armavir) fue un político y profesor ruso. Ejerció los cargos de consejero de Estado (1896) y procurador jefe del Santo Sínodo en el Imperio ruso (30 de agosto de 1916 — marzo de 1917).

## Biografía
Nació el 18 de octubre de 1855 en la familia de arcipreste Pável Ráyev. En 1861, su padre se hizo monje asceta con el nombre de Paladi (Палладий) y entre 1892 y 1898 fue metropolitano de San Petersburgo y Ladoga y primer miembro del Santo Sínodo.
Después de graduarse en la escuela secundaria, recibió clases especiales en el Instituto Lázarev de Lenguas Orientalesen 1878.
El 1 de enero de 1879 pasó a servir en la oficina local de Moscú con el rango de secretario provincial.
Desde septiembre de 1894, trabajó para el Ministerio de Educación Nacional como funcionario para tareas especiales.
El 1 de enero de 1896 fue nombrado Consejero de Estado.
El 12 de octubre de 1905 fue nombrado miembro del Consejo del Ministro de Educación Nacional.
El 3 de diciembre de 1905, por iniciativa propia, se crearon los cursos privados superiores para mujeres de N. P. Ráyev, que se denominaron oficialmente “cursos histórico-literarios y jurídicos para mujeres”. Desde 1906, los cursos pasaron a denominarse "Universidad Libre de Mujeres de San Petersburgo", que pasó a ser una de las mejores universidades privadas para mujeres, al contar con una destacada plantilla de profesores, entre ellos M. V. Bernatski, V. D. Kuzmín-Karaváyev, N. O. Loski, I. J. Ózerov, L. I. Petrazhitski, M. A. Reisner, S. V. Rozhdestvenski, S. M. Seredonin, P. B. Struve, Barón M. Taube, S. L. Frank. Para las estudiantes de religión judía se logró el derecho de residencia en la capital, y para todas los graduados en 1913 - igual a los graduados de las universidades el derecho a enseñanza en las clases superiores de gimnasios femeninos. N. P. Ráyev permaneció como director de la Universidad Libre de San Petersburgo hasta el 30 de agosto de 1916. La universidad misma existió hasta 1917.
El 7 de agosto de 1916, A. Volzhin fue cesado del cargo de alto procurador del Santo Sínodo (con nombramiento para el Consejo de Estado), a lo que se opuso la emperatriz Alexandra Fiódorovna. Por decreto del Senado del Gobierno el 30 de agosto del mismo año, Ráyev fue nombrado para este puesto, que tenía una reputación de partidario de Rasputín: mantuvo relaciones personales con Grigori Rasputin e incluso lo visitó.
El 15 de septiembre de 1916, el príncipe Nikolái Zhevájov, conocido por ser partidario de Rasputín y amigo del metropolitano Pitirim de Petrogrado, fue nombrado alto procurador del Santo Sínodo en funciones.
Bajo el mandato de Ráyev, se produjo un escándalo relacionado con la consideración de dos casos de divorcio de parejas casadas (Baryatinsky y Bezrodnovsky). La esencia de ambos casos era la misma: acusaciones mutuas de adulterio entre los cónyuges. En ambos casos, anteriormente, el consistorio eclesiástico de Petrogrado emitió renuncias. Pero las cosas llegaron al Sínodo, que el 23 de septiembre de 1916 decidieron disolver ambos matrimonios, y a ambas exesposas (por ser declaradas culpables de adulterio) se les prohibió volver a casarse dentro de un período determinado. N.K. Bezrodnova y L.B. Baryatinskaya presentaron quejas contra estas decisiones, acusando a N. P. Ráyev de violar el procedimiento por la consideración de sus casos.
El 27 de febrero de 1917, cuando en Petrogrado las tropas de la guarnición de la capital cruzaron a los rebeldes, Raev, como antes, el alto procurador en funciones, príncipe Zhevájov, propuso al Sínodo para condenar públicamente el movimiento revolucionario, pero esta propuesta no encontró apoyo de los jerarcas de los miembros del Sínodo.
Después de la caída de la monarquía en marzo de 1917, fue cesado de su cargo el día 3. Fue interrogado por la Comisión de Emergencia del Gobierno Provisional, pero no fue arrestado.
Bajo el Gobierno Provisional, comenzaron a considerar los casos de Bezrodnov y Baryatinsky, como resultado, se abrió una investigación contra el alto procurador, pero se fue al Cáucaso, y la Revolución de Octubre llevó a la liquidación del organismo de investigación del Gobierno Provisional.
Vivió en el norte del Cáucaso septentrional subordinado al antiguo Metropolitano de Petrogrado Pitirim (Oknov).

## Premios
- Orden de Santa Ana 2.º grado (1898)
- Orden de San Vladimir 3.º grado (1901)
- Orden de San Estanislao 1.º grado (1904)
- Orden de Santa Ana 1.º grado (1908)
- Orden de San Vladimir 2.º grado (1915)
- Medalla "En memoria del reinado del emperador Alejandro III"
- Medalla "En memoria de la coronación del emperador Nicolás II"
- Medalla "En memoria del 300 aniversario del reinado de la dinastía Romanov"

## Literatura
- D.N. Shilov.  Estadistas del Imperio ruso. Jefes de instituciones superiores y centrales. 1802-1917.  San Petersburgo, 2002, pp. 619-620.
- Lista de grados civiles de la 4.ª clase para 1907.
- Lista de grados civiles de la 4.ª clase para 1916.

| Predecesor: Alexander Volzhin | Alto procurador del Santo Sínodo 1916—1917 | Sucesor: Vladimir Lvov |